# Distrikt Acobambilla
Der Distrikt Huando liegt in der Provinz Huancavelica in der Region Huancavelica im Südwesten von Zentral-Peru. Der Distrikt wurde am 30. April 1936 gegründet. Er besitzt eine Fläche von 737 km². Beim Zensus 2017 wurden 2148 Einwohner gezählt. Im Jahr 1993 lag die Einwohnerzahl bei 2976, im Jahr 2007 bei 4005. Sitz der Distriktverwaltung ist die 3795 m hoch gelegene Ortschaft San José de Acobambilla mit 425 Einwohnern (Stand 2017). San José de Acobambilla befindet sich 40 km westnordwestlich der Provinz- und Regionshauptstadt Huancavelica.

## Geographische Lage
Der Distrikt Acobambilla liegt im ariden Andenhochland im äußersten Westen der Provinz Huancavelica. Das Areal wird über den Río Anta und den Río Santo, die beiden Quellflüsse des Río Vilca, nach Nordosten entwässert. Im äußersten Westen befindet sich der 7,8 km² große See Laguna Huarmicocha. Im äußersten Südosten erhebt sich der 5328 m hohe Nevado Citac. Die westliche Distriktgrenze verläuft entlang der kontinentalen Wasserscheide.
Der Distrikt Acobambilla grenzt im Südwesten an den Distrikt Chupamarca (Provinz Castrovirreyna), im Westen an die Distrikte Lincha, Hongos und Cacra (alle drei in der Provinz Yauyos), im Nordwesten an den Distrikt Chongos Alto (Provinz Huancayo), im Nordosten an den Distrikt Vilca, im Osten an die Distrikte Manta und Nuevo Occoro sowie im Südosten an den Distrikt Ascensión.

## Ortschaften
Im Distrikt gibt es neben dem Hauptort folgende größere Ortschaften (anexos):
- Anccapa
- Pallpapampa
- Pampahuasi
- San Antonio
- San José de Puituco
- San Juan de Jerusalen
- San Martín
- San Miguel
- Telapaccha
- Villa Union (315 Einwohner)
- Viñas
- Vista Alegre